# لوئی دریفوس
لوئی دریفوس (انگلیسی: Louis Dreyfus Group) شرکت خوشه‌ای فرانسوی و چندملیتی است، که در زمینه ارائه خدمات بازرگانی، مبادله کالا، مواد اولیه، کدوهای کشاورزی، شکر، برنج و کالاهای اقتصادی، مبادله حامل‌های انرژی تجدیدپذیر، فلزات گران‌بها، سوخت اتانول و توزیع برق فعالیت می‌کند.
شرکت لوئی دریفوس در سال ۱۸۵۱ توسط لئوپولد لوئی-دریفوس در شهر آلزاس تأسیس شد و در حال حاضر دارای ۷۲ دفتر خدمات بازرگانی در کشورهای مختلف جهان می‌باشد. دفتر مرکزی این شرکت در شهر آمستردام، هلند قرار دارد.